# Henryk IV, część 2

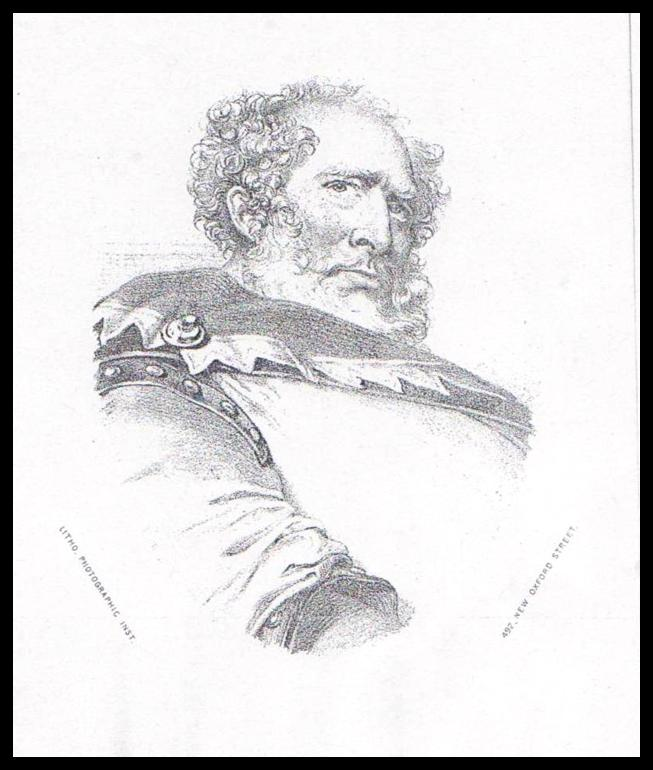
Stephen Kemble w roli Falstaffa

Henryk IV, część 2 (ang. Henry IV, Part 2) – kronika napisana przez Williama Shakespeare’a około roku 1597, opisująca losy króla Henryka IV, władającego Anglią w latach 1399–1413. Jest częścią cyklu czterech kronik, tzw. drugiej tetralogii, napisanych przez Szekspira, w skład którego wchodzą: Henryk IV (2 części), Ryszard II i Henryk V. 
Po raz pierwszy została opublikowana w Pierwszym Folio w 1623 roku. Niewiele wiadomo o inscenizacjach, jedna z nich miała miejsce prawdopodobnie w 1612 roku. Nie odniosła już jednak takiego sukcesu, jak pierwsza część. Wielu krytyków uważa, że Szekspir nigdy nie chciał napisać kontynuacji Henryka IV, części 1, skłoniła go jednak do tego popularność tego utworu i samego Falstaffa, a także spore materiały źródłowe, które zgromadził.